# يطروفة ريفاية
يطروفة ريفاية (الاسم العلمي:Jatropha rivae) هي نوع من النباتات تتبع جنس اليطروفة من الفصيلة الفربيونية.